# Institut Krembil pour la recherche
L'Institut Krembil pour la recherche (aussi appelé en anglais Krembil Research Institute) anciennement connu sous le nom d'Institut de recherche « Toronto Western », est un institut universitaire de recherche médicale à Toronto, en Ontario, au Canada.
C'est l'un des plus grands instituts de recherche au Canada axé sur les maladies neurologiques humaines.
Krembil est l'un des principaux instituts de recherche du Réseau universitaire de santé et est l'institut de recherche du Toronto Western Hospital.
Les recherches de cet institut se concentrent sur des traitements pour la maladie d'Alzheimer, la maladie de Parkinson, l'épilepsie, les accidents vasculaires cérébraux, les tumeurs cérébrales, les commotions cérébrales, les lésions de la moelle épinière, les troubles neuro-ophtalmologiques et autres troubles oculaires, la sclérose en plaques et les maladies auto-immunes.

## Historique
Au début des années 1980, le Toronto Western a assumé des responsabilités supplémentaires en matière de soins neurologiques et neurochirurgicaux pour le groupe UHN.
En 1980, l'Institut Playfair pour les Neurosciences est créé.
En 1999, Playfair est rebaptisé Toronto Western Research Institute (en français: Institut de recherche de Toronto Ouest). L'Institut ajoute alors des domaines de recherche en ophtalmologie, rhumatologie et orthopédie.
En 2004, sous la direction du neurochirurgien C. Wallace, le Krembil était devenu l'un des plus grands instituts de recherche au Canada axé sur les neurosciences.
En 2013, la Krembil Discovery Tower ouvre ses portes à Toronto Western; et le 13 novembre 2015, l'Institut de recherche de Toronto Ouest est rebaptisé d'après la famille Krembil.

## Recherche
Les neuroscientifiques de l'institut explorent les fonctions du système nerveux en développant des traitements pour les maladies neurodégénératives telles que la maladie d'Alzheimer et la maladie de Parkinson, l'épilepsie, les lésions de la moelle épinière, l'ischémie cérébrale (AVC), les malformations vasculaires cérébrales, les anévrismes, les tumeurs cérébrales et les troubles de la douleur.
Le Krembil abrite également le programme de recherche sur les sciences de la vision, un programme conjoint UHN/Université de Toronto. Ces recherches s'orientent vers les domaines suivants : génétique moléculaire des maladies oculaires cécitantes avec troubles cérébraux ; traitement et biophysique du glaucome ; mécanismes de contrôle des mouvements oculaires ; dommages neuronaux ; dégénérescence rétinienne et rétinopathie diabétique.
L'arthrite et les maladies rhumatologiques dégénératives associées sont au centre des préoccupations des chercheurs du programme de recherche musculo-squelettique du Krembil dans le cadre du Centre de recherche sur l'arthrite et l'auto-immunité de l'UHN. Leurs recherches visent à révéler les causes et à générer des thérapies pour ces maladies auto-immunes et orthopédiques.
En septembre 2021, Krembil a pris possession du World Community Grid d'IBM (connu notamment via la plateforme de recherche participative BOINC).

## Réalisations
- Première description de la paralysie supranucléaire progressive (PSP ; syndrome de Steele-Richardson-Olszewski) comme une forme de démence et de maladie neurodégénérative impliquant la détérioration progressive et la mort de volumes spécifiques du cerveau (J. Steele, J. Richardson & J. Olszewski, 1963[3])
- Première démonstration de la réversibilité du rétrécissement du cerveau et du dysfonctionnement de l'alcoolisme avec l'abstinence. (P. Carlen, 1978[4])
- Démonstration d'une prédisposition génétique au développement de la dystrophie sympathique réflexe. (A. Mailis, 1994[5])
- Réalisation de la première stimulation cérébrale profonde au Canada pour contrôler efficacement les symptômes de la maladie de Parkinson (A. Lozano, 1994[6],[7]);
- Craniotomie éveillée avec sortie le jour même pour l'ablation d'une tumeur cérébrale à l'aide d'une approche guidée par l'image. (M. Bernstein, 1996[8])
- Identification des gènes responsables de la cécité héréditaire, de la maladie d'Alzheimer, de la SLA et de la maladie de Huntington (P. St. George Hyslop, années 1990)[9],[10],[11]
- Premier au Canada à utiliser la thérapie mini-invasive guidée par l'image (IGMIT) pendant la chirurgie permettant l'imagerie par résonance magnétique en temps réel pour guider les chirurgiens vers l'emplacement d'une tumeur au cerveau. (M. Bernstein, 1998)[12]
- Identifié les cellules cérébrales individuelles qui contrôlent la douleur. (K. Davis et A. Lozano, 1998)[13]
- Identifié une protéine qui déclenche une réponse auto-immune dans le syndrome de Sjögren, ainsi qu'un vaccin pour traiter la maladie. (A. Bookman, 2002)[14]
- Mise au point d'une méthode pour détecter les mutations génétiques qui améliorent les soins aux familles atteintes de rétinoblastome. (B. Gallie, 2003)[15]
- Réalisation de la première stimulation cérébrale profonde pour la dépression résistante au traitement. (A. Lozano & S. Kennedy, 2003)[16]
- Les résultats de la transplantation de cellules souches adultes neurales montrent des résultats prometteurs dans la réparation des lésions de la moelle épinière et la restauration de la mobilité chez les rats. (M. Fehlings & S. Karimi, 2006)[17]
- Réalisation de la première stimulation cérébrale profonde au monde pour le traitement de la maladie d'Alzheimer. (A. Lozano, 2012)[18],[19]
- Développement d'un nouveau médicament expérimental pour un traitement neuroprotecteur des AVC. (M. Tymianski, 2012)[20]

## Directeurs
- 1980-1988 – William Taton
- 1988-1990 – Charles Tator (par intérim)
- 1990-1999 – Peter Carlen
- 1999-2004 – Christophe Wallace
- 2004-2011 – Peter St George-Hyslop
- 2011-2013 – Peter Carlen (par intérim)
- 2013-présent - Donald Weaver

Christopher Wallace MD, MSc, FRCSC, neurochirurgien et neurophysiologiste, fut le premier directeur officiel du Krembil; ses recherches portaient sur les approches thérapeutiques des lésions cérébrales vasculaires.
Peter St George-Hyslop MD, PhD, FRCPC, neurologue et généticien PhD, fut le deuxième directeur à temps plein du Krembil; ses recherches portaient sur la base génétique des maladies neurodégénératives telles que la démence d'Alzheimer.

## Installations
Le Krembil occupe 9 800 m2 au Toronto Western Hospital pour la recherche scientifique fondamentale, la clinique, l'imagerie et le laboratoire épidémiologique.
En 2011, le Krembil abritait 122 chercheurs biomédicaux, 206 membres du personnel technique / de soutien et 157 stagiaires de recherche, produisant collectivement 515 publications, soutenues par plus de 43 612 000 $ de financement de recherche externe.
En 2013, Krembil s'étend à 30 200 m2 supplémentaires, répartis sur neuf étages, dans la Tour Découverte du centre Krembil. L'espace de la Tour comprend 14 000 m2 de paillasse de laboratoire « humide » pour les chercheurs en sciences fondamentales.
L'institut reçoit le soutien de la Toronto General/Toronto Western Hospital Foundation, qui est actuellement lancée dans une « campagne de financement sur le cerveau » de 200 millions de dollars pour soutenir la recherche en neurosciences à Krembil.
En date de janvier 2016, la campagne avait recueilli plus de 273 millions de dollars.

## Alliances stratégiques de recherche
Le Krembil a de nombreuses alliances de recherche stratégiques, nationales et internationales, pour faciliter et améliorer la réalisation de son mandat de recherche. Deux des alliances stratégiques de recherche sont :
- Le Centre Tanz de recherche sur les maladies neurodégénératives (Tanz CRND), institut de recherche de l'Université de Toronto, sous l'égide de la Faculté de médecine, qui se concentre sur le spectre des maladies neurodégénératives.
- La Toronto Dementia Research Alliance (TDRA) est un réseau torontois de chercheurs axé sur la compréhension et le traitement de toutes les formes de démence.